# John Grün

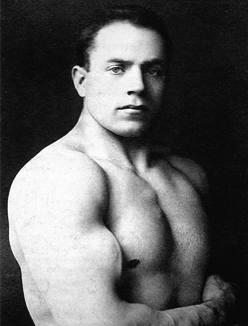
John Grün um 1900

Jean ("John") Grün (* 27. August 1868 in Bad Mondorf; † 3. November 1912 in Ettelbrück) war ein luxemburgischer Kraftmensch. Er war besser bekannt unter dem Namen Herkul Grün und galt damals als der stärkste Mann der Welt.

## Biographie
Jean Grün wurde 1868 als Sohn von Johann Grün und Anna Schneider in eine alteingesessene Handwerkerfamilie aus Bad Mondorf geboren.
1889, im Alter von 21 Jahren, wanderte er nach Amerika aus, wo er Alexander Marx, einen professionellen Athleten und Kraftmenschen, kennenlernte. Marx erkannte Grüns Talent und tat sich mit ihm zusammen, so dass sie gemeinsam als 'The Two Marks' in Amerika auf Tour gingen. 1892, als Grün schon als stärkster Mann der Welt galt, ging er wieder in sein Heimatland Luxemburg zurück, um dort seine Kräfte vorzuführen. Später tat er sich mit der belgischen Athletin Miss Fanny zusammen, bis er schließlich alleine als John oder Herkul Grün auftrat.
Auf der Schobermesse im Jahr 1897, wo er im „Grand Théâtre Fernando“ auftrat, war John Grün eine große Attraktion. 1898 gelang es ihm, auf der Schobermesse ein Karussell mit elf Menschen darin, in der Luft einige Minuten im Gleichgewicht zu halten.

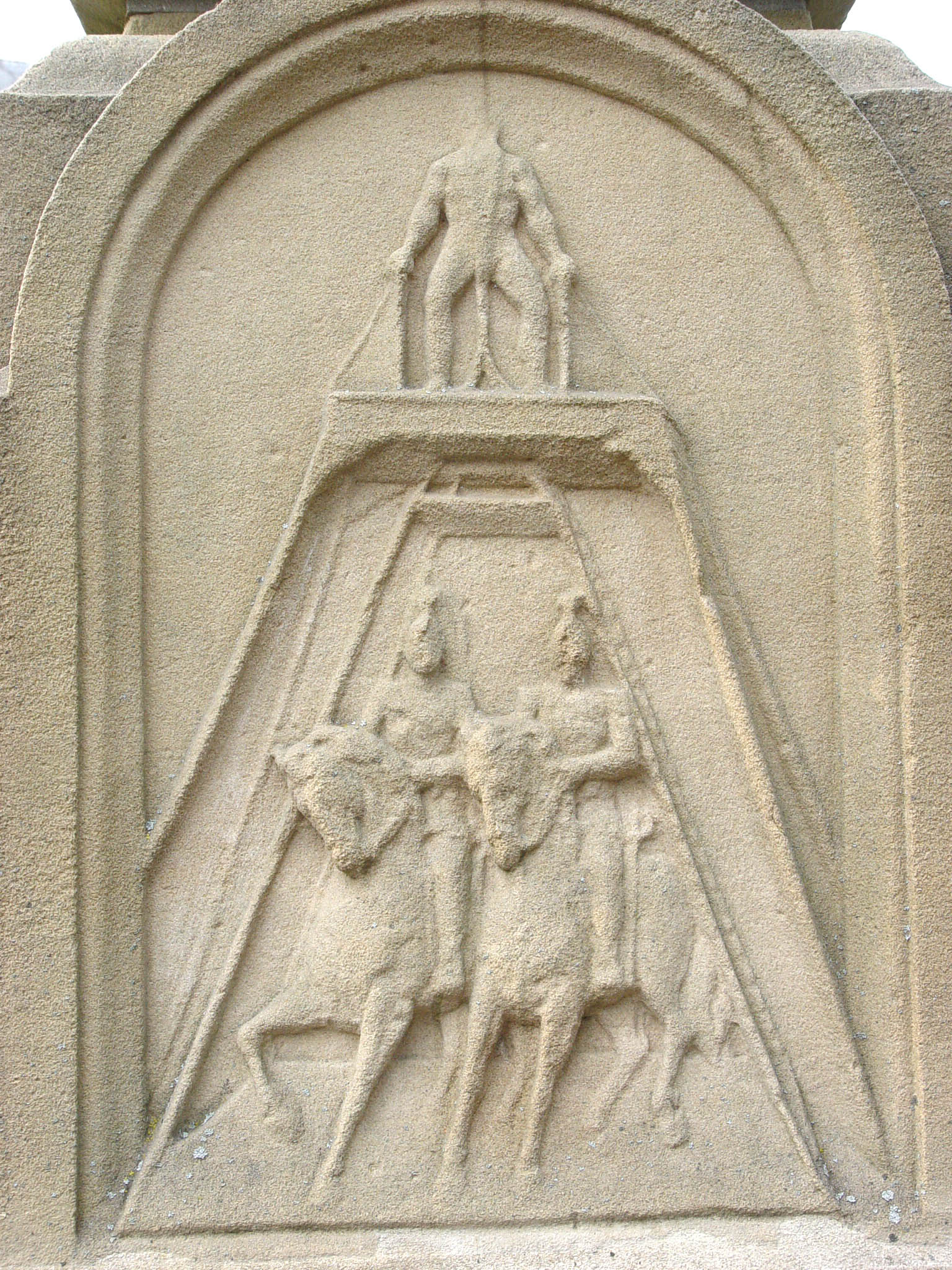
Detail am Alten John-Grün-Monument

Bei seinen öffentlichen Auftritten verbog er Nägel mit seinen Fingern, ließ Hufeisen nur mit Muskelkraft in Stücke fliegen oder sich Steine auf der Brust mit einem dicken Hammer zerschlagen. Eine seiner bekanntesten Nummern ist auf dem Monument, das ihm zu Ehren in Bad Mondorf aufgerichtet wurde, abgebildet: In einem Ornament sieht man, wie Grün auf einer Plattform steht und von oben mit Hilfe von Seilen zwei Pferde mit erwachsenen Reitern in die Luft hebt.
Nachdem ihn die Kräfte endgültig verlassen hatten, führte Grün eine Zeit lang ein Hotel in London. Nach einem Schlaganfall starb er in der psychiatrischen Anstalt von Ettelbrück. Er wurde in seinem Heimatdorf Bad Mondorf beigesetzt.

## Ehrungen
In Bad Mondorf erinnert neben dem 1920 errichteten Denkmal und einer ihm zu Ehren benannten Straße, das Stade John Grün an den Kraftathleten. In Erinnerung an John Grün begann 1929 Milo Barus seine Welttournee als Stärkster Mann und Weltmeister im Lastentragen mit mehreren Auftritten in Luxemburg, wobei er mit einigen Originalrequisiten Grüns entsprechende Kraftakte aufführte. Zu seinem 100. Todestag wurde 2012 mit der Niederlegung eines Blumengebindes an seinem Grab, in Anwesenheit der Bürgermeisterin Maggy Nagel und von Vertretern der Gemeinde, von Kultur und Sport sowie zahlreicher Einwohner, in einer Gedenkstunde seiner gedacht. Nach einem anschließenden Gedenkgottesdienst in der Pfarrkirche gab es einen feierlichen Umzug, der bis zu Grüns Geburtshaus führte, an dem die Bürgermeisterin eine am Haus angebrachte Gedenktafel feierlich enthüllte. Auf ihr steht zu lesen: „Dans cette maison naquit John Grun – Roi de la force 1868 – 1912“ (auf Deutsch: In diesem Haus wurde John Grün geboren – König der Kraft 1868 – 1912). Zum 100-jährigen Todestag John Grüns wurde 2012 ein stählernes Monument neben dem Gemeindehaus errichtet, welches an die außergewöhnliche Muskelkraft dieses Kraftmenschen erinnern soll, das „Neue John-Grün-Monument“.